# Кајак и кану на Летњим олимпијским играма 1936 — К-2 1.000 метара за мушкарце
Такмичење у класичном кајаку двоседу (К-2) на 1.000 м  на Летњим олимпијским играма 1936. одржано је 8. августа на регатној стази Берлин — Гринау. 
На такмичењу су учествовала 24 такмичара из 12 земаља.   

## Освајачи медаља
|                                         |                                    |                                               |
| Адолф Кајнц · Алфонс Дорфнер · Аустрија | Евалд Тилкер Фриц Бондројт Немачка | Николас Татес · Вим ван дер Крофт · Холандија |

## Резултати

### Квалификације
Кајаци су били подељени у две групе по 6, а 4 првопласиране посаде (КВ) из обе групе такмичиле су се истог дана у финалу.
| Пласман | Група | Посада                          | Земља        | Резултат | Белешке |
| ------- | ----- | ------------------------------- | ------------ | -------- | ------- |
| 1.      | 1     | Адолф Кајнц Алфонс Дорфнер      | Аустрија     | 4:10,0   | КВ      |
| 2.      | 2     | Синкстен Јансон Гунар Лундквист | Шведска      | 4:11,0   | КВ      |
| 3.      | 2     | Евалд Тилкер Фриц Бондројт      | Немачка      | 11,8     | КВ      |
| 4.      | 1     | Николас Татес Вим ван дер Крофт | Холандија    | 4:22,2   | КВ      |
| 5.      | 1     | Франтишек Брзак Јозеф Дусил     | Чехословачка | 4:22,7   | КВ      |
| 6.      | 1     | Вернер Левгрен Аксел Свендсен   | Данска       | 4:24,8   | КВ      |
| 7.      | 1     | Ернест Ридл Бер Фолкс           | САД          | 4;24,8   |         |
| 8.      | 2     | Рудолф Вилим Вернер Клингелфус  | Швајцарска   | 4:30,8   | КВ      |
| 9.      | 2     | Едвард Дир Френк Вилис          | Канада       | 4:32,0   | КВ      |
| 10.     | 1     | Рене Расел Жил Маковјак         | Француска    | 4:34,6   |         |
| 11.     | 2     | Frans De Blaes Albert Joris     | Белгија      | 4:42,1   |         |
| 12.     | 2     | Габор Чех Шандор Геле           | Мађарска     | 4:50,7   |         |

## Финале
| Пласман | Посада                          | Земља        | Резултат | Белешке |
| ------- | ------------------------------- | ------------ | -------- | ------- |
|         | Адолф Кајнц Алфонс Дорфнер      | Аустрија     | 4:03,8   |         |
|         | Евалд Тилкер Фриц Бондројт      | Немачка      | 4:08,9   |         |
|         | Николас Татес Вим ван дер Крофт | Холандија    | 4:12,2   |         |
| 4       | Франтишек Брзак Јозеф Дусил     | Чехословачка | 4:15,2   |         |
| 5       | Рудолф Вилим Вернер Клингелфус  | Швајцарска   | 4:22,8   |         |
| 6       | Едвард Дир Френк Вилис          | Канада       | 4:24,5   |         |
| 7       | Вернер Левгрен Аксел Свендсен   | Данска       | 4:26,6   |         |
| —       | Синкстен Јансон Гунар Лундквист | Шведска      | ДИСК     |         |

Јансон и Лундквист су првобитно завршили на другом месту, али су дисквалификовани због удара у кајак Тилкера и Бондројта.